# بول جيل
بول جيل (بالبولندية: Paweł Gil)‏ هو حكم كرة قدم بولندي، ولد في 28 يونيو 1976 في لوبلين في بولندا.

## روابط خارجية
- بول جيل على موقع Soccerway.com (الإنجليزية)